# 1260

## Родени
- Андроник II Палеолог, византийски император
- Майстер Екхарт, немски духовник, доминиканец